# BonBon-Land
Koordinaten: 55° 15′ 38″ N, 11° 51′ 48″ O
Das BonBon-Land ist ein Freizeitpark in Holme-Olstrup, einem Ort in der Næstved Kommune im Süden der dänischen Insel Seeland.

## Freizeitpark
Der Freizeitpark Bonbon-Land hat Bonbon-Süßigkeiten als Thema. Der Park wird von der spanischen Gesellschaft Parques Reunidos betrieben. Parques Reunidos besitzt insgesamt 67 Freizeitparks auf der ganzen Welt und ist zudem der drittgrößte Betreiber von Freizeitparks in Europa. Wahrzeichen des Parks ist der furzende Hund Henry Hundeprut. Die Angebote im Freizeitpark richten sich an erster Stelle an Kinder und Familien. Der Freizeitpark ist so gestaltet, dass die Familien bzw. Kinder auf Grund der vielfältigen Möglichkeiten es nicht an einem Tag schaffen, alle Spiel- und Freizeitangebote zu nutzen.

## Geschichte
In der BonBon-Fabrik gingen zahlreiche Anfragen von Schulklassen ein, die sich nach einer Besichtigung erkundigten. Da eine Führung durch die Fabrik aus hygienischen Gründen nicht möglich war, eröffnete der dänische Süßwarenunternehmer Michael Spangenberg 1992 in Holme-Olstrup den Vergnügungspark BonBon-Land. Zunächst bestand der Park nur aus einem Süßigkeitengeschäft, einem Kino und einem Teich mit Enten-Booten. Heute zählt der Park 60 Attraktionen, darunter Achterbahnen wie die Hundeprut Rutsjebanen (Hundefurz-Rutschbahn), Wildwasserbahnen und kindgerecht gemächliche Fahrgeschäfte.

## Erweiterung des Freizeitparkes
Das BonBon-Land hat mehr als 60 verschiedene Freizeitanlagen, die bemannt oder unbemannt befahren werden können. Im Laufe der Jahre wurde der Vergnügungspark stetig erweitert und 2008 rangierte er an achter Stelle bei den meistbesuchten Sehenswürdigkeiten in Dänemark. 1998 erreichte das BonBon-Land schon eine Fläche von 85.000 m². Nach der Inbetriebnahme der Bæver Raftingen (Biber-Wildwasserbahn) 1998 im BonBon-Land, wurde der Freizeitpark auf 110.000 m² erweitert. Durch die neue Wildschwein-Strecke (Vild-Svinet-Stahlachterbahn) kamen 2003 noch einmal 15.000 m² an Fläche dazu. Seit seiner letzten Erweiterung von 2003 erstreckt sich der Park nun auf eine Fläche von 130.000 m². Die letzte Erweiterung des Parkes fand 2011 mit dem Hestorado 5D statt. Mit der Wiedereröffnung des Parkes am 15. April 2011 und dem Abschluss anderer Baumaßnahmen wurde es in Betrieb genommen.
| Jahr | Neuheiten                                                        | Besucherzahlen | Veränderungen |
| ---- | ---------------------------------------------------------------- | -------------- | --- |
| 1992 | Eröffnung                                                        | 170.000        | |
| 1993 | Hundeprut Rutsjebanen Hvin & Hyl Rutsch                          | 292.000        | Im Park ist dies die kleinste Achterbahn und der furzende Hund Henry (Hundeprutte) auch das Maskottchen des Parkes seit 1992 der Gründung der Freizeitanlage. Er befindet sich am Eingang und in der Mitte des Parkes an der Hundeprut Rutsjebanen. Die Strecke der Hundeprut Rutsjebanen ist 125 m lang und hat eine Beschleunigung von 3,3 g. Die Hundeprut Rutsjebanen wurde 1992 von dem deutschen Freizeitparkhersteller von der deutschen Firma ZIERER Karussell- und Spezialmaschinenbau GmbH gebaut. Gleichzeitig wurde im selben Jahr auch Hvin & Hyl Rutsch von der deutschen Firma Heege Freizeittechnik GmbH in Betrieb genommen. |
| 1994 | Den Skøre Skildpadde (Verrückte Schildkröte)                     | 294.000        | |
| 1995 | Vandrotten (Wasserratte)                                         | 343.000        | |
| 1996 | Sørøverøen (Piraten-Insel)                                       | 406.500        | |
| 1997 | Sprutten (Schnaps)                                               | 422.000        | |
| 1998 | Bæver Raftingen (Biber-Wildwasserbahn)                           | 452.000        | Preis: 32 Millionen Kronen |
| 1999 | Rejsen, Dillen & Hestepæren (Reisen, Krokodil und Schaukelpferd) | 539.000        | |
| 2000 | Lossepladsen (Landeplatz)                                        | 547.000        | Die Lossepladsen wurde 2007 demontiert, um Platz für den Hankatten (Kater) zu schaffen. |
| 2001 | Cobratårnet og Hurlum-Hajen (Kobra-Turm und Hurlum-Hai)          | 514.000        | Der Hurlum-Hai war bis zum Jahr 2009 in Betrieb. |
| 2002 | Klaptorsken (Streichel-Kabeljau)                                 | 517.000        | |
| 2003 | Vild-Svinet (Wildschwein)                                        | 616.000        | Die Wildschwein-Strecke ist speziell als Prototyp für das Bonbon-Land gebaut wurden, von der deutschen Firma Gerstlauer Amusement Rides. Die technische Berechnung der Spur nahm mehr als 25.000 DIN-A4-Seiten in Anspruch. Der deutsche Ingenieur Werner Stengel entwickelte das Wildschwein und verwendete es später auch weltweit für mehr als 250 Achterbahnen. Die Wildschwein-Stahlachterbahn ist 428 m lang und hat eine Beschleunigung von 3g-Kraft. |
| 2004 | Alba-Tossen (Albatross)                                          | 537.000        | |
| 2005 | Søløven (Seelöwe)                                                | 548.000        | |
| 2006 | Krage-Trærene og Leo-Farterne (Krähe und Löwe)                   | 503.000        | |
| 2007 | Hankatten og Den Våde Delfin (Kater und Wasser-Delfin)           | 523.000        | Die Hankatten ist 390 m lang und hat eine Beschleunigung von 3,3g-Kraft. |
| 2008 | Kaninus Rutsjebane & Fjumse-By                                   | 440.776        | Kaninus Rutsjebane & Fjumse-By wurde 2009 wieder demontiert. |
| 2009 | Viktor Vandorm & Fantasy World                                   | 440.000        | Bau der Viktor Vandorm & Fantasy World - Achterbahn von der deutschen Firma ZIERER Karussell- und Spezialmaschinenbau GmbH. |
| 2010 | Svend-Svingarm & Bon-bio 4D (Svend-Schwinge & Bon-Bio 4D)        |                | |
| 2011 | Hestorado 5D                                                     |                | |

## Liste der Achterbahnen
| Name           | Typ                             | Hersteller                 | Eröffnungsjahr | Bemerkungen | Weblinks |
| -------------- | ------------------------------- | -------------------------- | -------------- | --- | -------- |
| Hankatten      | Spinning Coaster                | Gerstlauer Amusement Rides | 2007           | Eine baugleiche Anlage wurde 2008 als Pandemonium in Six Flags Discovery Kingdom eröffnet, welche 2012 geschlossen und 2013 als Joker in Six Flags Mexico wieder eröffnet wurde. |          |
| Hundeprutten   | Familienachterbahn              | Zierer Rides               | 1993           | |          |
| Viktor Vandorm | Familienachterbahn              | Zierer Rides               | 2009           | Die Bahn wurde ursprünglich 1993 als Flinker Fridolin im Panorama-Park eröffnet und fuhr dort bis 2007, bevor sie ins BonBon-Land kam.                                           |          |
| Vild-Svinet    | Stahlachterbahn mit Inversionen | Gerstlauer Amusement Rides | 2003           | Ist der erste Anlage vom Modell Euro-Fighter des Herstellers. |          |

### Ehemalige Achterbahnen
| Name              | Typ                                 | Hersteller   | Eröffnungsjahr | Schließungsjahr | Bemerkungen                                                             | Weblinks |
| ----------------- | ----------------------------------- | ------------ | -------------- | --------------- | ----------------------------------------------------------------------- | -------- |
| Hvin & Hyl Rutsch | Shuttle Coaster, Familienachterbahn | Sunkid       | 1993           | 2007 oder 2008  |                                                                         |          |
| Kaninus           | Familienachterbahn                  | Zierer Rides | 1997           | 2009            | Fuhr bis 2002 unter dem Namen ZimzalaBon und ist seit 2009 eingelagert. |          |

## BonBon
BonBon ist eine dänische Süßigkeitenmarke, auf dessen die Entstehung des Freizeitparks BonBon-Land zurückgeht. Hergestellt werden die Süßigkeiten mit derben und grotesken Motiven wie Hundefürze, Ohrenschmalz und Entengrütze.

### Unternehmensgeschichte
Die BonBon A/S war ein Süßwarenhersteller und wurde ursprünglich 1930 in Næstved gegründet. 1988 wurde die Süßwarenfabrik von dem dänischen Unternehmer Michael Spangenberg aufgekauft und die Produktion nach Holme-Olstrup verlegt. Spangenberg nahm in seiner neuen Produktionsstätte auch ein umfangreiches, sowie beliebtes Bonbonsortiment unter der Marke BonBon in sein Programm auf, auf dessen Grundlage später die Schaffung des Freizeitparks BonBon-Land resultierte.
Die Idee für diese neue BonBon-Reihe wurde geboren, als der Sohn von Michael Spangenberg seine Süßigkeiten als Hundefürze verschmähte. Spangenberg begann bald darauf in Holme-Olstrup mit der Produktion von Hundefürze genannten Süßigkeiten. Bald folgten weitere Motive wie Mövenkot und Entengrütze. In der zweiten Hälfte der 1990er wurden vier Sorten dieser Bonbons auch in Deutschland verkauft.
2001 wurde BonBon vom dänischen Süßigkeitenkonzern Toms Gruppen A/S übernommen, während die dänische Freizeitpark BonBon-Land für geschätzte 20 Millionen Euro an die spanische Freizeitpark-Betreibergruppe Parques Reunidos verkauft wurde. Der Käufer der Süßwaren-Marke BonBon die Toms Gruppen A/S kündigte dagegen an, die Reihe werde wegen sinkender Verkaufszahlen eingestellt. Zuvor waren nach und nach einzelne Sorten aus den Regalen verschwunden. Kurz darauf hieß es von Toms, man versuche die Reihe fortzusetzen. Aktuell (Stand April 2012) ist BonBon immer noch im Angebot bei Toms.

### Sorten (Auswahl)
- Hundeprutter (Hundefürze)
- Mågeklatter (Mövenkot)
- Ørevoks (Ohrenschmalz)
- Andemad (Entengrütze)
- Tissebleer (Pisswindeln)
- Kloakslam. (Klärschlamm)
- Fodvorter (Hühneraugen)
- Abehjerne (Affenhirn)
- Bananfluer (Fruchtfliegen)

## Galerie

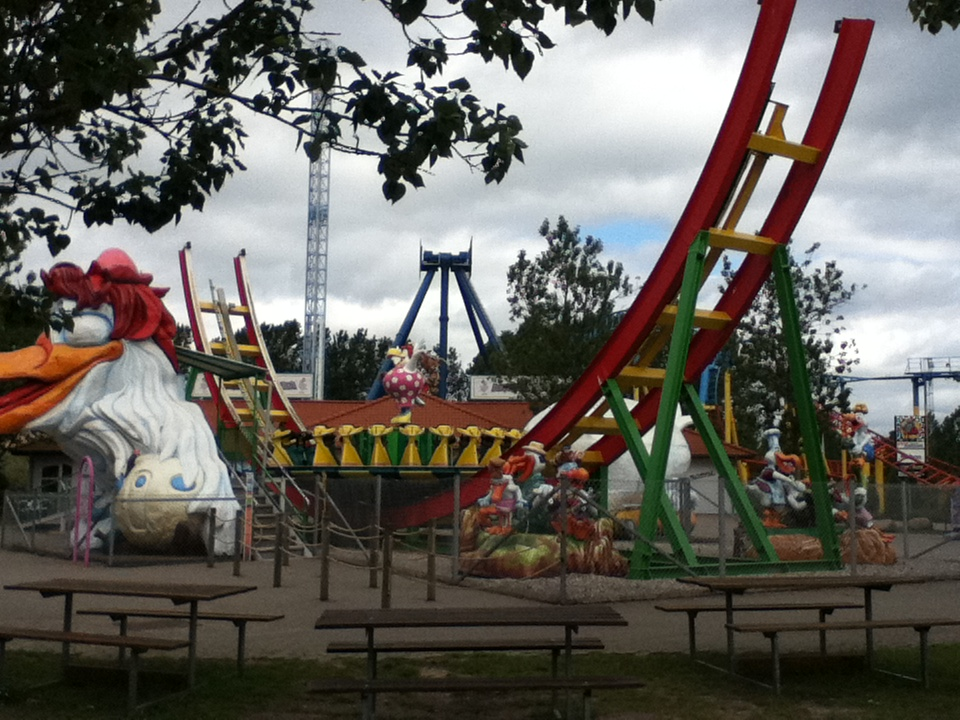
Alba-Tossen (Albatros), eröffnet 2011
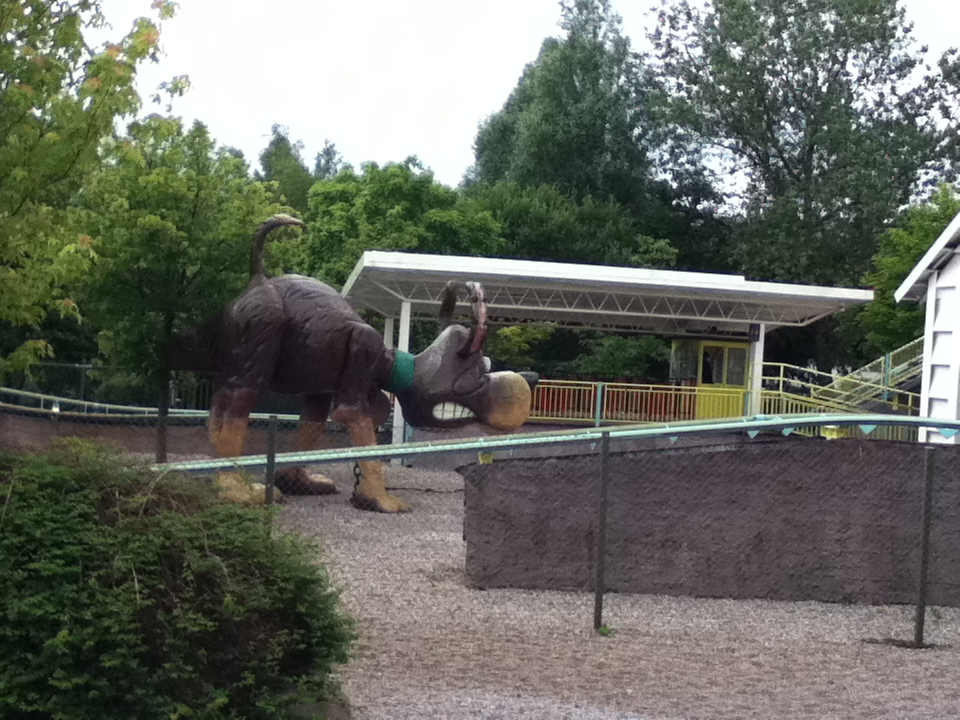
Hundeprutterutschebanen mit Maskottchen Henry
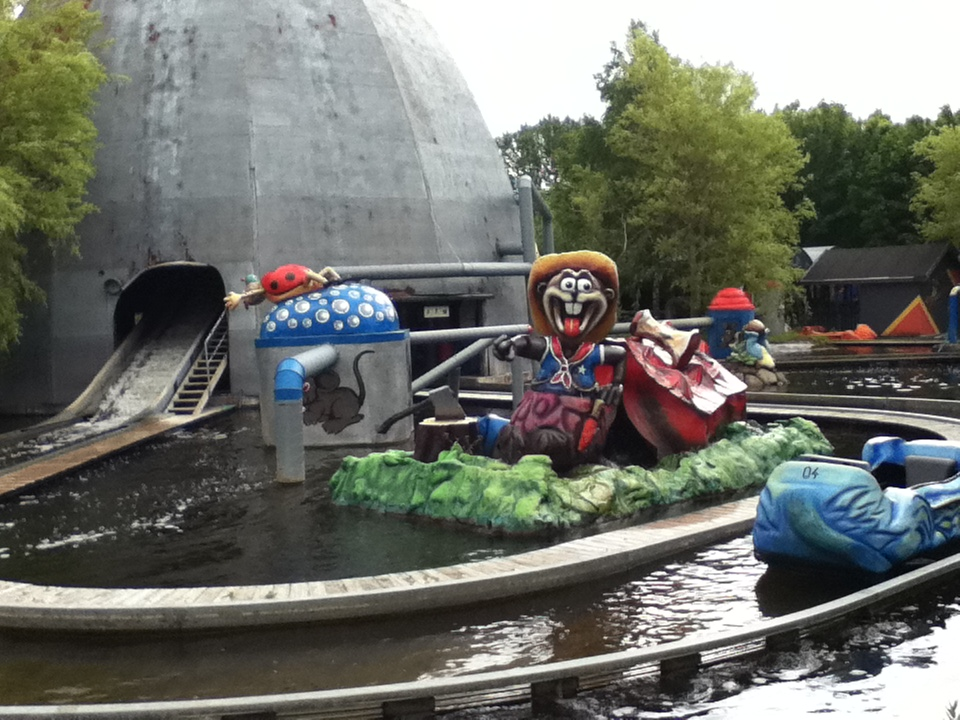
Wildwasserbahn Vandrotten (Wasserratte)
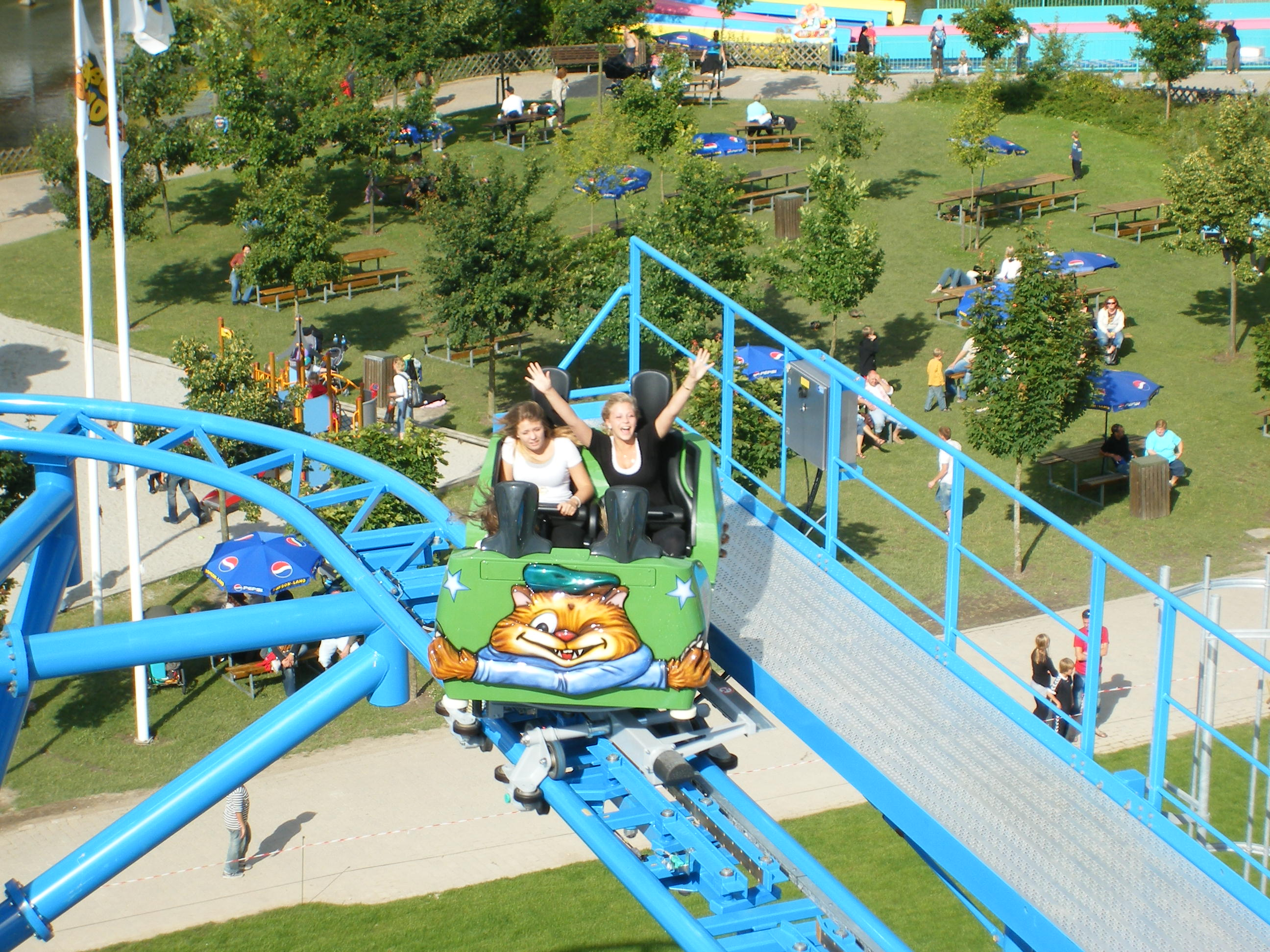
Spinning Coaster Hankatten (Kater), eröffnet 2007
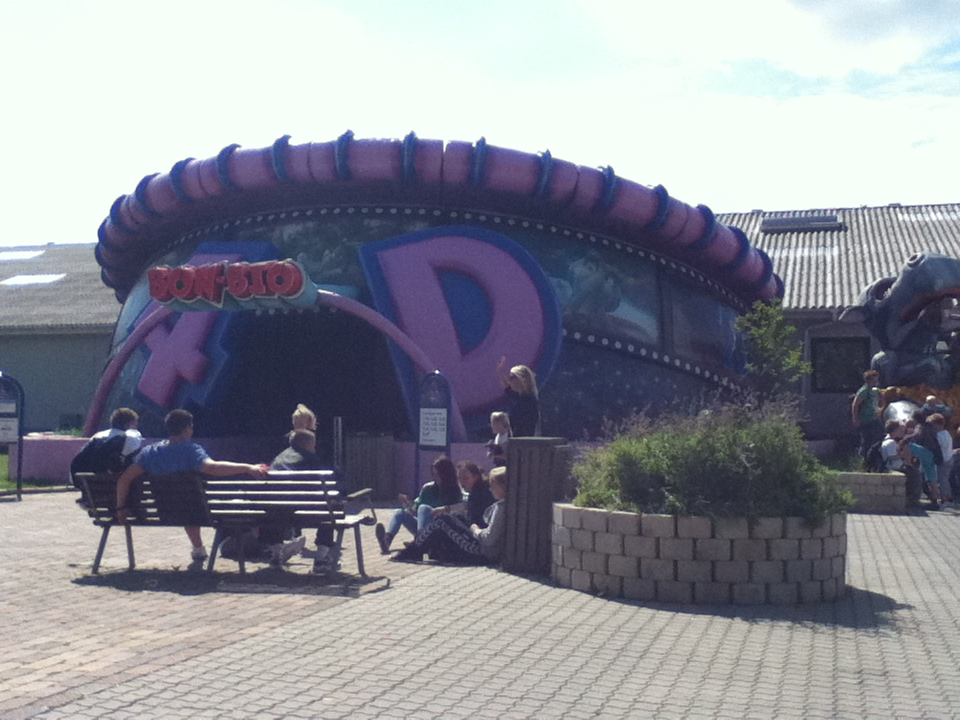
BON-BIO 4D
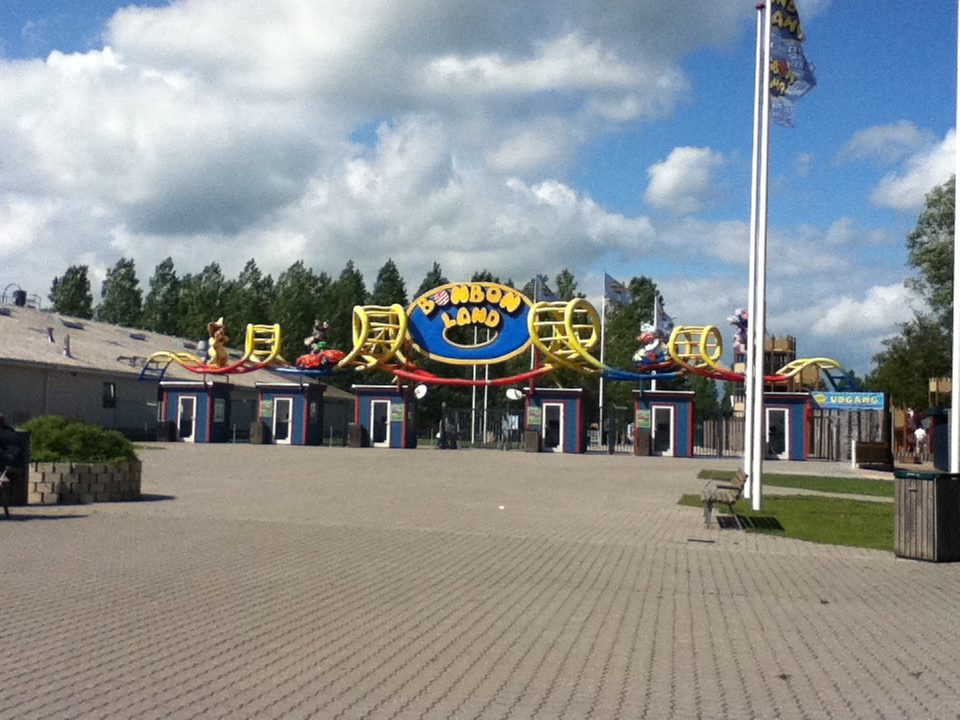
Ausgang von BonBon-Land